# Mistrovství světa v hokejbalu žen 2019
Mistrovství světa v hokejbalu žen 2019 bylo 7. mistrovství světa a konalo se od 14. června do 22. června 2019 v Košické Steel Aréně na Slovensku.

## Základní skupina
| Místo | Tým            | Z | V | VP | PP | P | GV | GI | +/- | B  |
| ----- | -------------- | - | - | -- | -- | - | -- | -- | --- | -- |
| 1.    | Kanada         | 4 | 3 | 0  | 1  | 0 | 12 | 2  | 10  | 10 |
| 2.    | Slovensko      | 4 | 2 | 1  | 0  | 1 | 8  | 8  | 0   | 8  |
| 3.    | USA            | 4 | 2 | 0  | 1  | 1 | 9  | 7  | 2   | 7  |
| 4.    | Česko          | 4 | 1 | 1  | 0  | 2 | 13 | 4  | 9   | 5  |
| 5.    | Velká Británie | 4 | 0 | 0  | 0  | 4 | 3  | 24 | -21 | 0  |

| Aréna | Datum     | Domácí         | Skóre  | Hosté          |
| ----- | --------- | -------------- | ------ | -------------- |
| velká | 14.6.2019 | Slovensko      | 0:4    | Kanada         |
| malá  | 14.6.2019 | USA            | 5:1    | Velká Británie |
| velká | 15.6.2019 | USA            | 2:3 PP | Slovensko      |
| malá  | 15.6.2019 | Velká Británie | 0:10   | Česko          |
| velká | 16.6.2019 | Česko          | 1:2    | USA            |
| malá  | 16.6.2019 | Kanada         | 6:1    | Velká Británie |
| malá  | 17.6.2019 | Česko          | 1:0 SN | Kanada         |
| malá  | 17.6.2019 | Velká Británie | 1:3    | Slovensko      |
| malá  | 18.6.2019 | Slovensko      | 2:1    | Česko          |
| malá  | 18.6.2019 | Kanada         | 2:0    | USA            |